# Cornelia von Levetzow
Cornelia Frederikke Juliane Victorine von Levetzow (14. januar 1836 i Ringkøbing – 26. april 1921 i Kongens Lyngby) var en dansk forfatter, der frem til 1891 udgav alle sine bøger under pseudonymet J.
Cornelia Levetzow blev født 1836 i Ringkøbing som datter af kammerherre, toldkasserer Diedrich Vilhelm von Levetzow (1786-1849) og hustru Edle Vilhelmine Fog (1793-1872). Hendes forfædre var af gammel mecklenburgsk adelsslægt, hvis fleste repræsentanter var godsejerne, officerer og højere embedsmænd.
Cornelia Levetzow var den yngste af fem søskende; hun blev undervist hjemme af sin moder og af de to ældre søstre Mathilde von Levetzow (1824-1902) og Vilhelmine von Levetzow (1827-1908), der begge blev forfattere. Mathilde udgav digtsamlingen I Aarenes Løb i 1895, Vilhelmine skrev fem romaner og en novellesamling.
Efter faderens død 1849 flyttede moderen med sine 3 døtre til København og 5 år senere til Kongens Lyngby, hvor hun døde 1872. Til sit 8. år blev Cornelia Levetzow undervist af sin moder, derefter af sine søstre. I hjemmet læstes der megen skønlitteratur, og det var særlig H.C. Andersen og Charles Dickens, der påvirkede hende. Den første af disse udtalte sig ogsaa rosende om hendes fortællinger, der sendtes ham i manuskript.
Fire og tyve år gammel debuterede frøken Levetzow med: En ung Piges Historie (1860), som er et vigtigt bidrag til den danske guvernanteroman. En ung Piges Historie er som genren foreskrev en fingeret selvbiografi bygget over dannelsesromanens trefasede forløb: hjemme, ude, hjemme. Den slog an og vakte ikke så lidt opmærksomhed. Den opnåede en efter danske forhold endog ganske ualmindelig succes, idet den i 1916 var trykt i 20.000 eksemplarer i 12 oplag. Den er oversat til svensk (1861), tysk (1863 og 1892), hollandsk (1863), fransk (1875) og engelsk (1877).
Allerede året efter sin debut udgav J Fem Fortællinger (1861) og Tre Fortællinger. En del af historierne i disse samlinger var i grunden forfatterindens tidligste litterære forsøg og alt skrevet før En ung Piges Historie. De blev hurtigt udsolgt og foreligger i 5. oplag. Samme held fulgte alle hendes arbejder i tresserne: »Skitser af Hverdagslivet« (1862), »Anna« (1863), »To fortællinger« (1866) og »Småskitser« (1869). De foreligger alle i talrige oplag. I halvfjerdserne udgav hun kun »Livsbilleder« (1874), der siden har oplevet flere oplag.
I 1875 tildeltes frøken Levetzow det Anckerske rejselegat på fru forfatter Frederik Paludan-Müllers anbefaling. Hun fik lov til at dele det i to år og tilbragte 1875 dels i Sverige, dels i Norge og 1876 i Norge alene. Hun vendte hjem beriget med mange ny og skønne Indtryk. Efter en længere pause udkom: Fra det daglige Liv (1881) hos Boghandler Reitzel, hvor også alle de senere er udkomne, og Fra Vej og Sti (1884), Ved Daggry (1888), Fremtidsplaner (1891), Nye Dage (1893), Agentens Datter og Birthe Marie (1894).